# 瑞円寺
瑞円寺（ずいえんじ）は、東京都渋谷区千駄ヶ谷にある曹洞宗の寺である。山号は高雲山金剛院。

## 概要
瑞円寺は千駄ヶ谷の総鎮守である鳩森八幡神社の別当寺であった。
よく整備された境内は広く、梅林があるほか、ツバキ、ツツジ、ハギなども植えられている。瑞円寺の梅園は早咲きで知られる。
本堂右手の無縁塔（無縁仏）の最上段には六面に地蔵像を浮き彫りした笠付型の六面塔があるが、これは渋谷区内で唯一、六地蔵信仰をあらわすものである。また、無縁塔の左側には側面に稲穂をくわえた狐が彫られた庚申塔が2基設置されており、稲荷信仰を示している。庚申塔のひとつは享保5年（1720年）に置かれたもので、もうひとつの年代は不詳である。
本堂正面の墓地には、陸軍中将で荻生徂徠の後裔である旧旗本首藤多喜馬（三田の荻生徂徠墓にも分骨墓がある）や土木技術者・衆議院議員である久米民之助の墓がある。裏手の墓地には、俳人・太白堂桃隣や、講談師・三代目一龍斎貞山（戒名: 一山真透居士）らの墓がある。幕末の幕臣・木村芥舟も当初は瑞円寺に埋葬され、後に青山霊園に墓所が移されている。

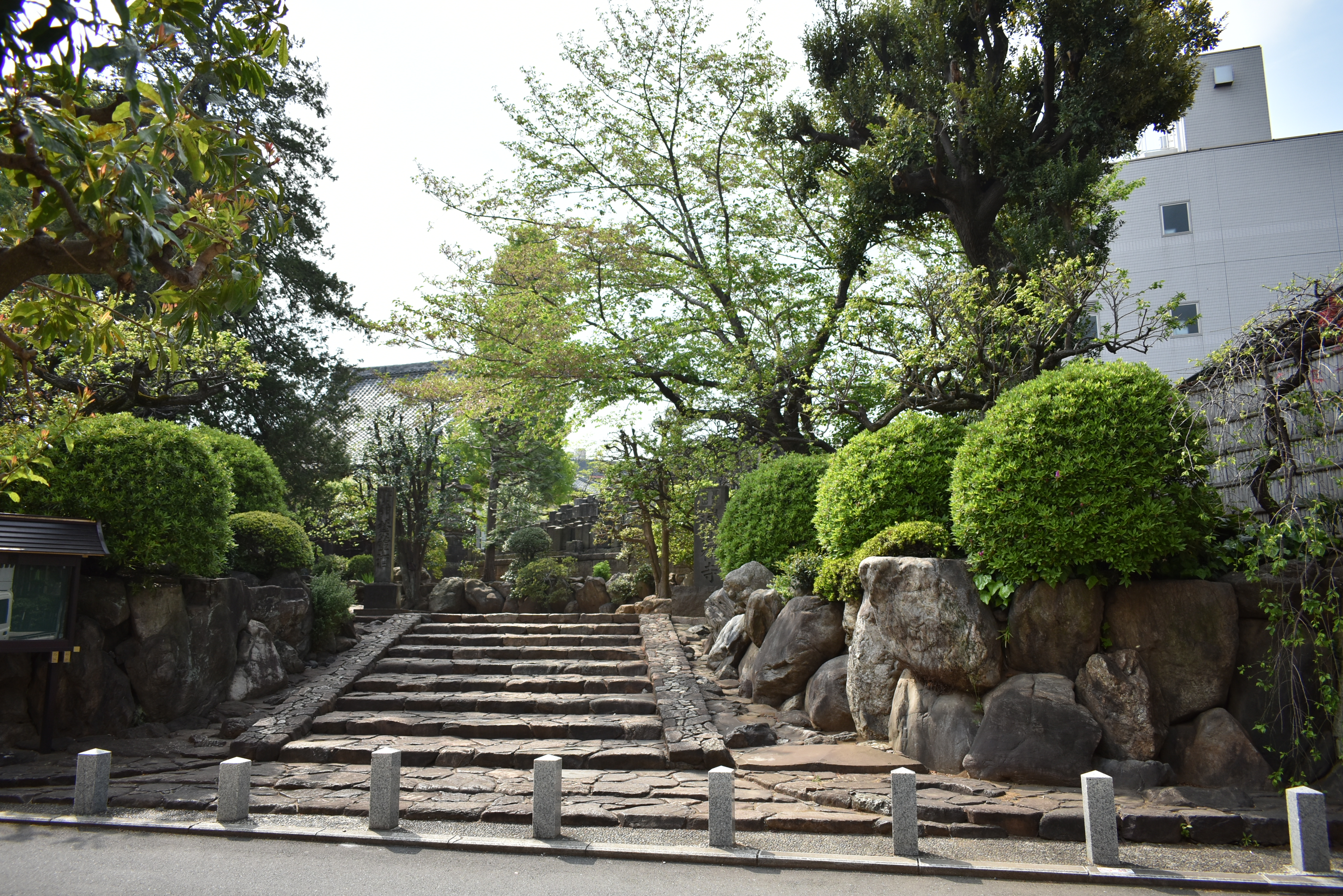
講堂から参道を見る（2019年4月21日撮影）
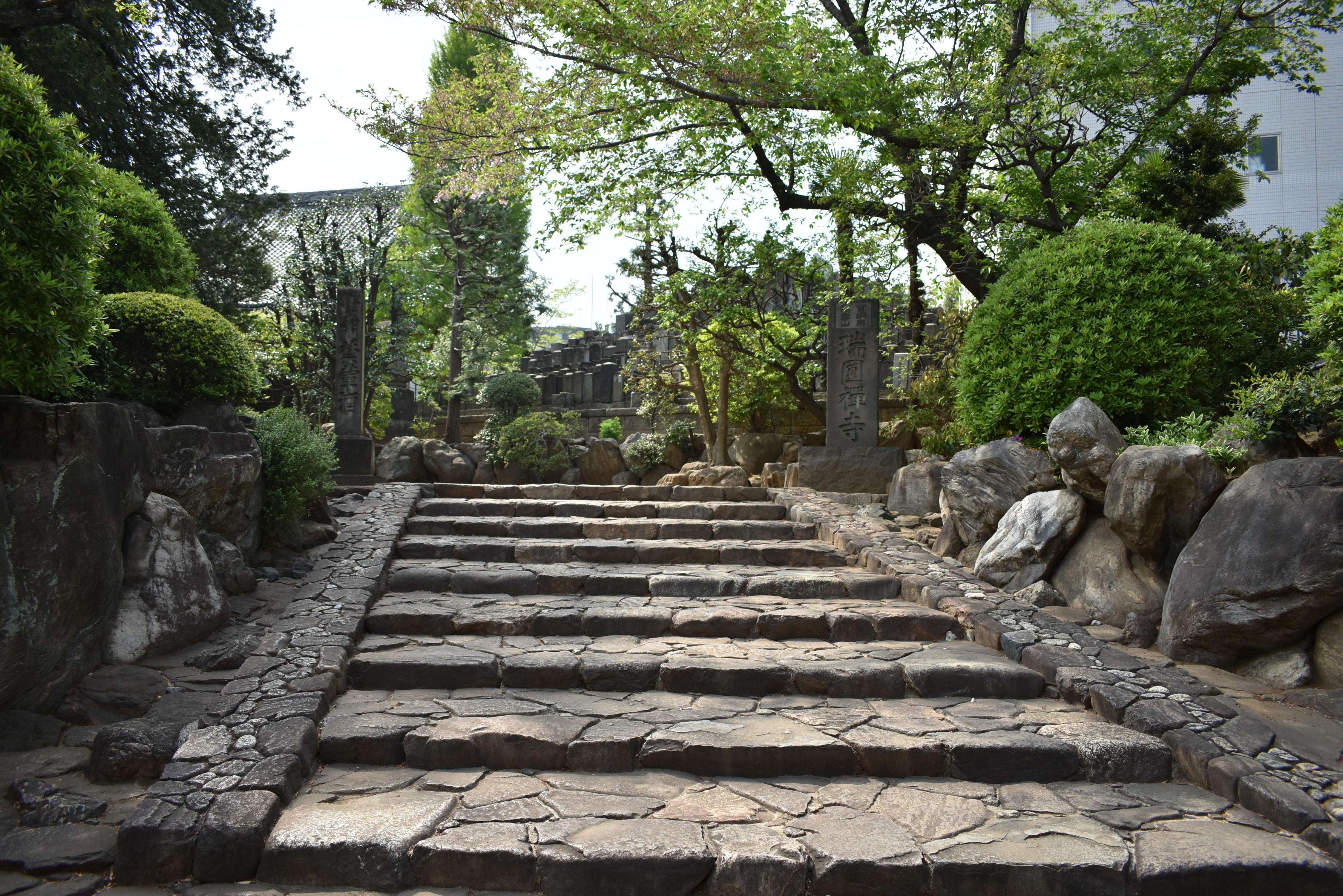
参道（2019年4月21日撮影）
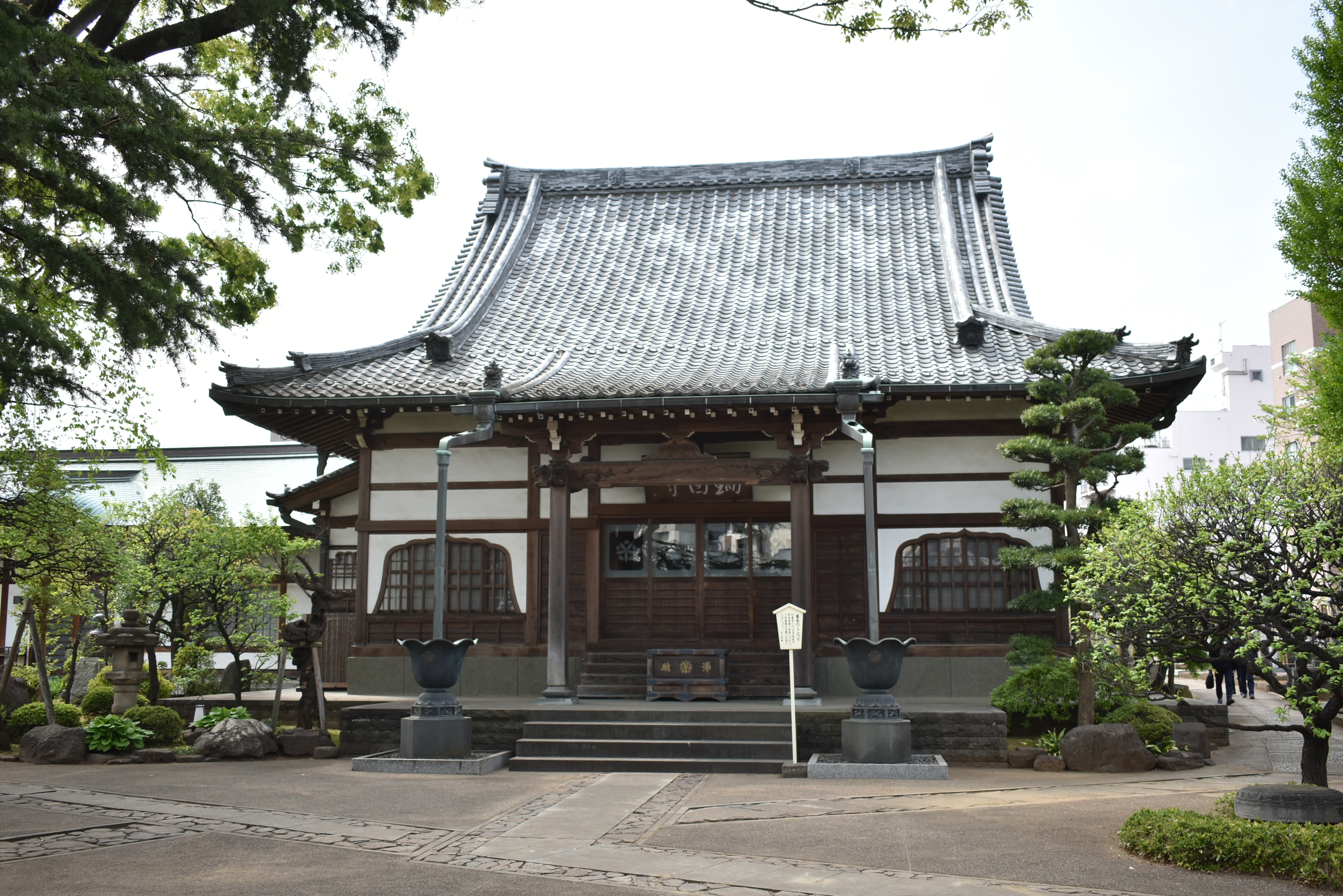
本堂（2019年4月21日撮影）
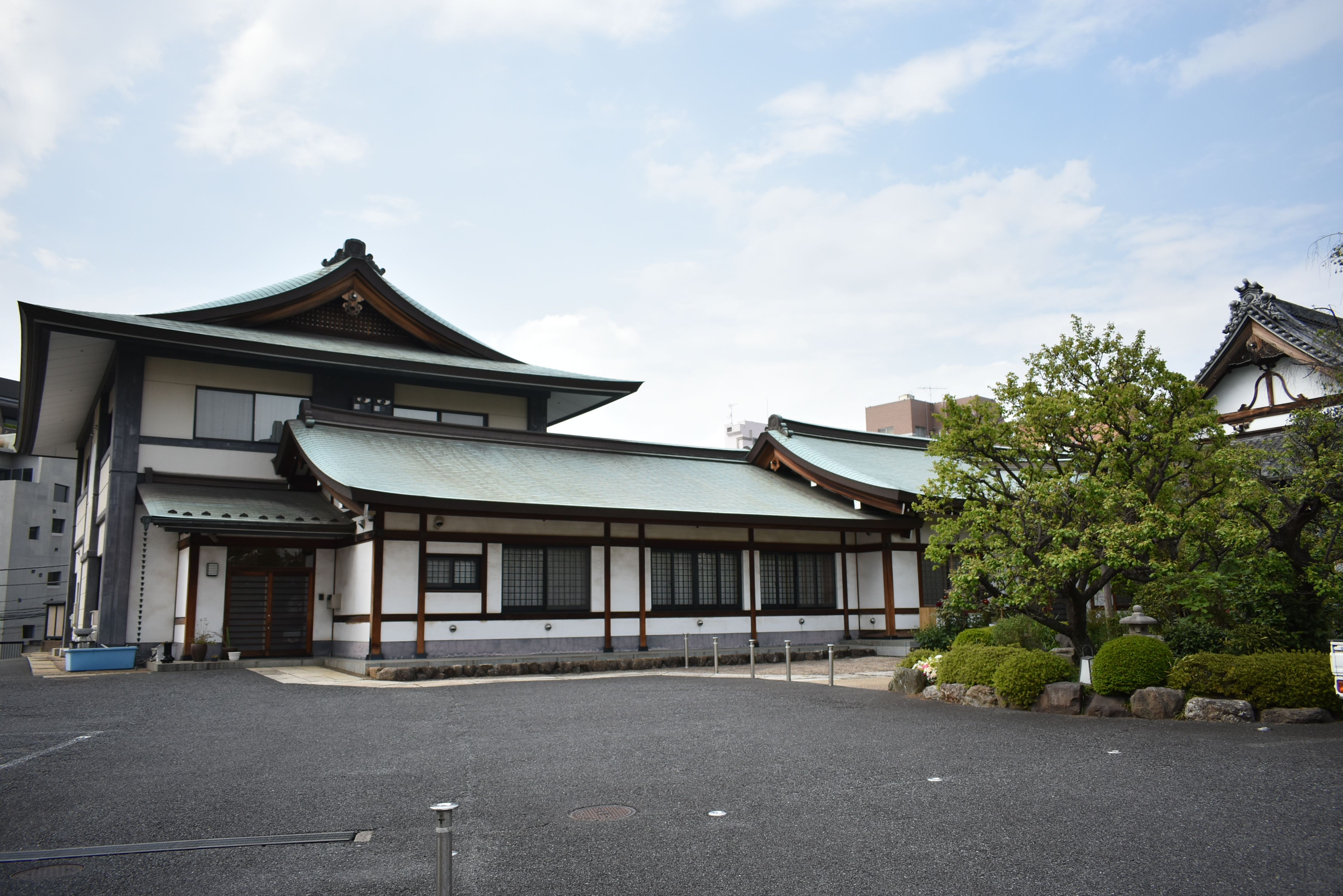
庫裡（2019年4月21日撮影）
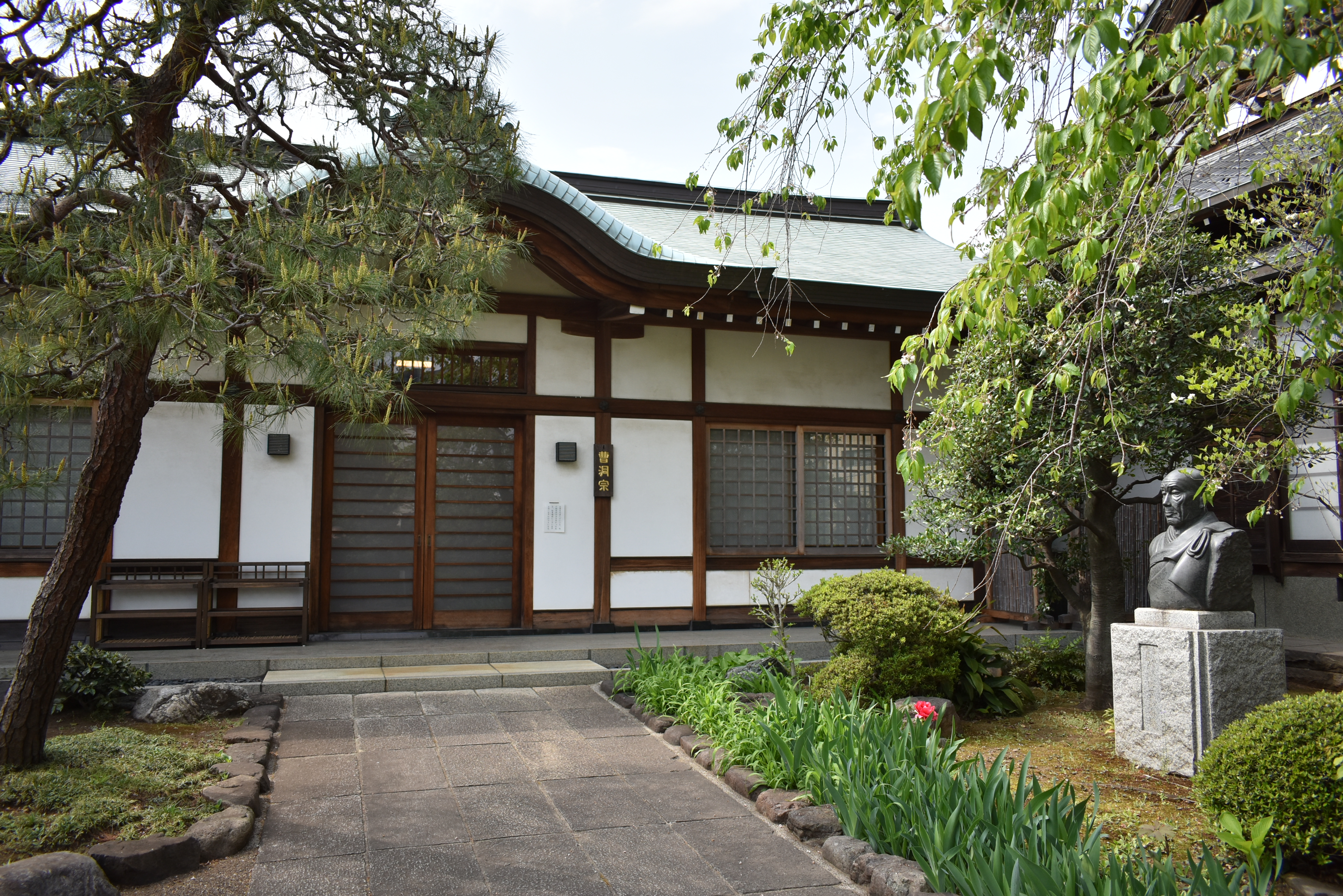
同左、入口（2019年4月21日撮影）

### 所在地
- 住所：東京都渋谷区千駄ヶ谷二丁目35番1号

瑞円寺は千駄ヶ谷の高台にあり、門前に通じる坂には榎坂という名が付いている。また、寺の北側には観音坂という坂があり、この坂は瑞円寺が別当寺であった鳩森八幡神社に通じている。瑞円寺のすぐ東、外苑西通りの手前には日蓮宗の寺・仙寿院がある。また、観音坂の入口には真言宗の寺・聖輪寺がある。

## 榎坂

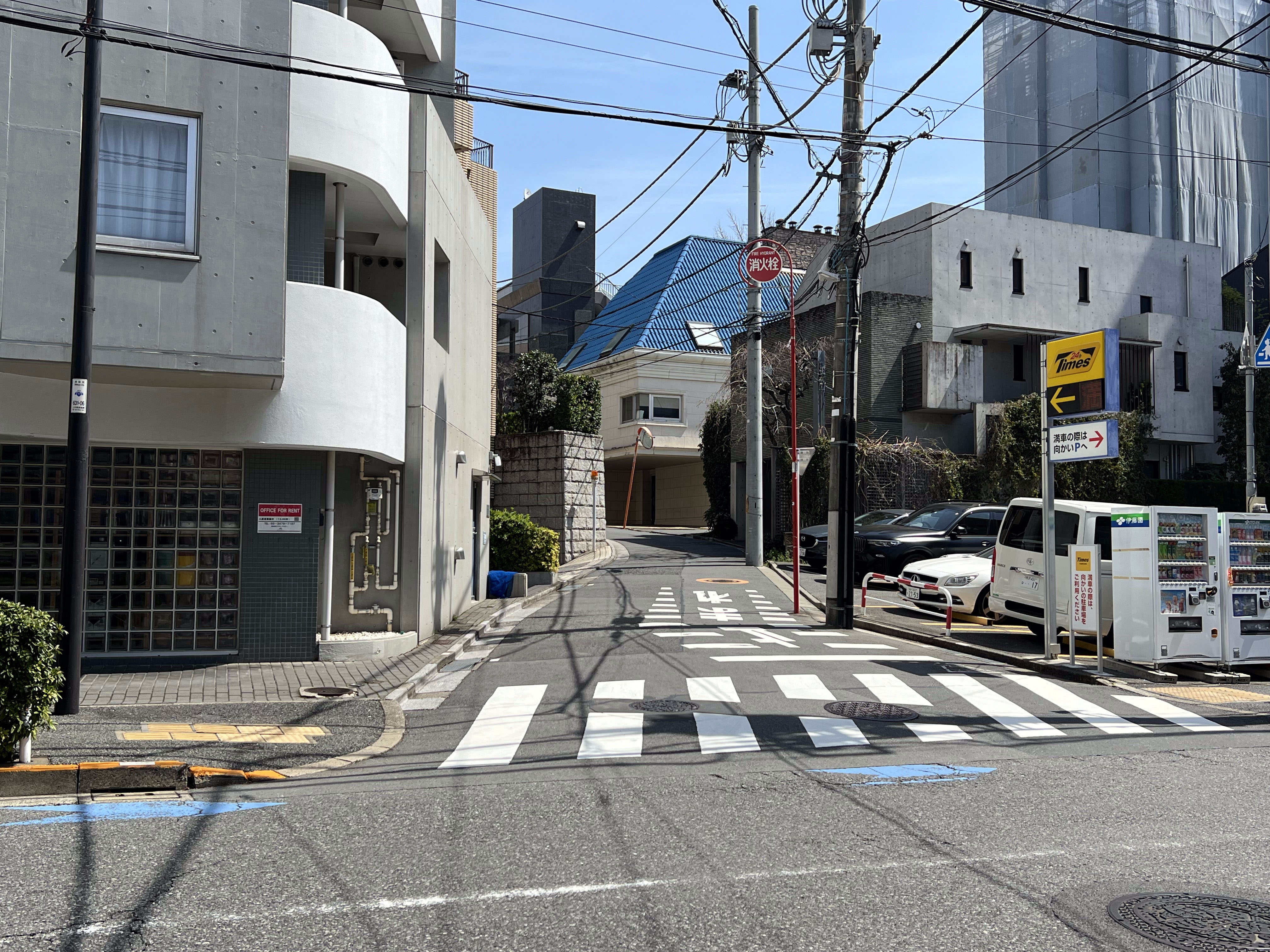
榎坂

榎坂（えのきざか）は、東京都渋谷区千駄ヶ谷二丁目28番30号付近にあって、瑞円寺の門前へと登る細い坂道である。坂の名前はかつて、この坂に榎の巨木があったことにちなむと言われている。
この榎の巨木は「お万（おまん）榎」と呼ばれたが、榎坂の中ほどには駐日オマーン大使館があった。しかし、オマーン大使館は2009年（平成21年）5月、渋谷区広尾に移転した。

### 榎稲荷

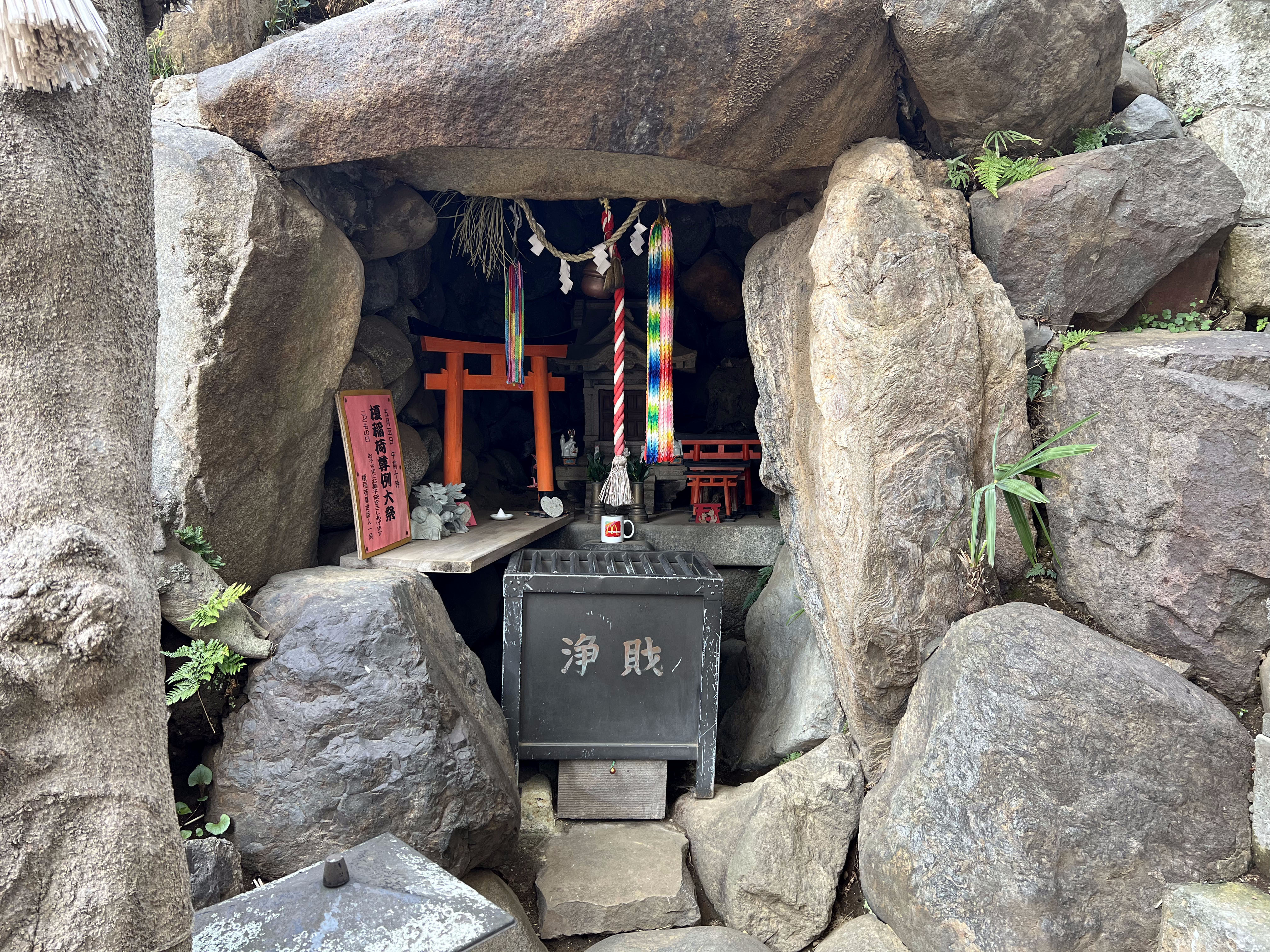
榎稲荷

榎坂には大東亜戦争前まで、「お万榎」と呼ばれる榎の巨木があった。この巨木は上部が二股に分かれており人間が逆立ちした形で、股の部分が空洞になっていたことから女陰に見られ、性的信仰・性器崇拝の対象となって内藤新宿周辺の遊女や女将などが多く拝みにきたという。
「お万榎」の名は、仙寿院を創建した徳川頼宣（紀州徳川家初代）の生母・お万の方がこの木を信仰したことによる。お万の方は、瑞円寺住職の叔母でもあったことから、霊木されたこの榎を度々訪れていたとも伝わる。また江戸庶民は、「古里大明神」との幟を立ててこの榎を祀った。この榎は江戸時代初期の大風により折られ、根幹が朽ちて洞穴を開けた後、不思議にも2本の若芽が穴の左右から生じて伸長、人間が逆立ちしたような形となったものという。
これが評判となったことからその洞穴に稲荷が祀られ、「榎稲荷」として拝まれるようになった。しかし、榎坂にあった榎と榎稲荷は1945年（昭和20年）5月、アメリカ軍による空襲で被災し焼失した。
戦後、榎稲荷は瑞円寺の裏側、榎坂の入口から分かれて鳩森八幡神社方面へと登る坂の途中に移築・再建され、商売繁盛、縁結び、金縁、子授かりや子供の病気平癒などの信仰を集める「榎稲荷」がある。現在、稲荷の傍らには、お万榎と榎稲荷の縁起と由緒が書かれた石碑があるが、これは瑞円寺と仙寿院によって1950年（昭和25年）5月に建てられたものである。

### 昭和初期の記述
1937年（昭和12年）に出版された白石実三の著書には、榎坂について次のような記載がある。
「千駄ヶ谷の例の榎」と言っただけで、誰もにやっと笑う。西部東京に5年以上住んでいる人は大抵あの榎を知っている。女陰の形をしている榎なのであるが、決して猥褻な感じは起こらない。淫らな気持ちなどは少しも起こさせない。むしろグロだ、滑稽だ。もしくはまじめな学術の研究資料にされるばかりだ。加藤玄智博士の英文「日本人の性器崇拝」でロンドンに紹介され、いまでは学会に貴重な世界的の名物である榎だ。二股の榎が、根本で又（クロス）をなすところは、幕をはって隠してあって、そこに「榎明神」だの「ふるさと大明神」だのという小旗が大真面で立ててある。紀州様の愛妾が植えたという杉を切ってからは少しも嫌味がない。花柳界から寄進したらしい石の花立には野花が飾られ、線香の煙が立ちのぼっている。